# Tàn tích tân tinh

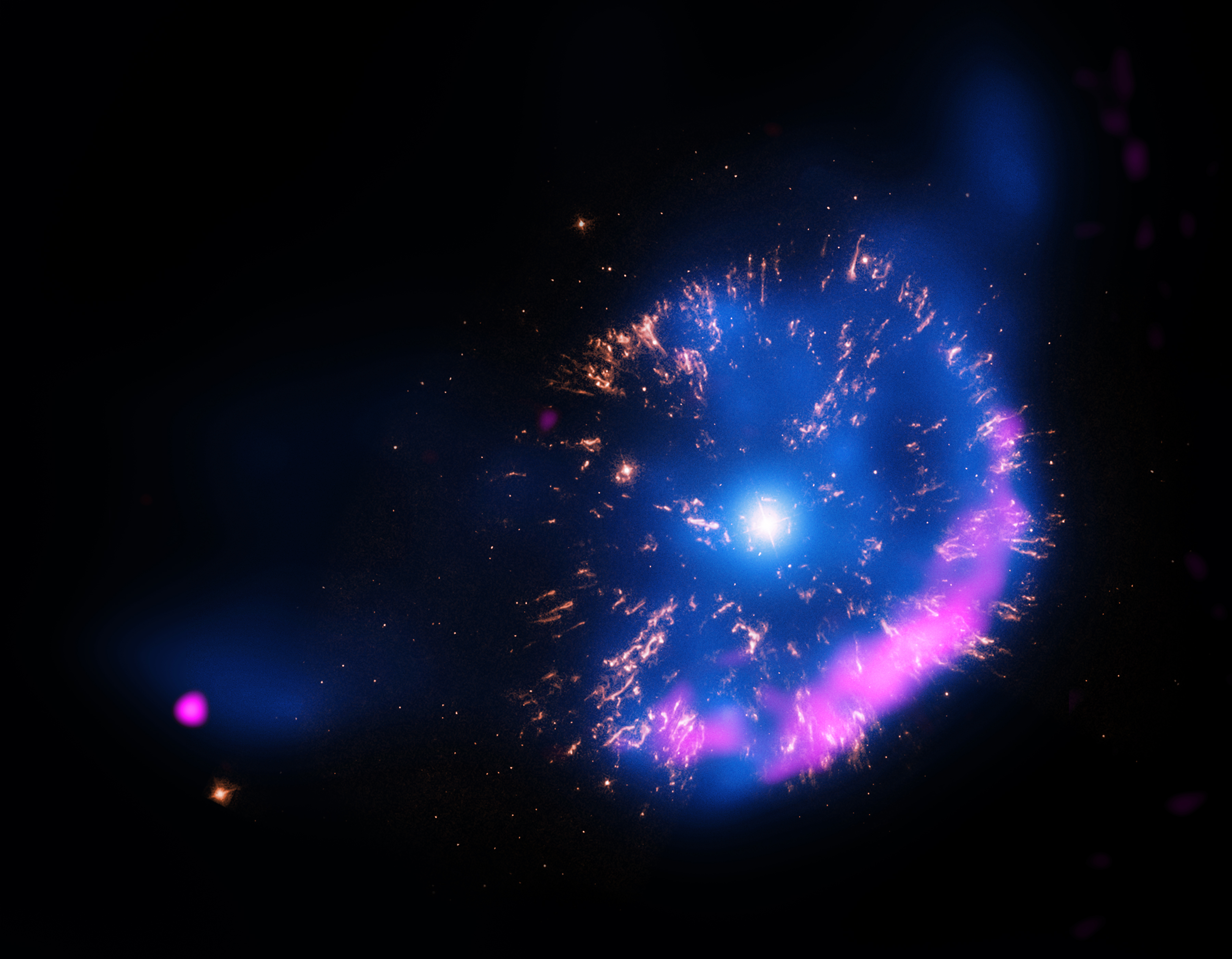
GK Persei: Nova năm 1901 - tàn tích

Tàn tích tân tinh / tàn tích nova được tạo thành từ các vật chất hoặc bị bỏ lại sau một vụ phun trào nhiệt hạch đột ngột của tân tinh cổ điển, hoặc từ nhiều lần phóng ra do tân tinh tái phát. Trong vòng đời ngắn ngủi của chúng, vỏ nova cho thấy vận tốc mở rộng khoảng 1000 km/s, mà nebulosities mờ nhạt thường được chiếu sáng bởi sao tổ tiên của họ thông qua phản chiếu ánh sáng như quan sát với vỏ hình cầu  của Nova Persei 1901  hoặc các nguồn năng lượng còn lại trong các bong bóng mở rộng như T Pyxidis.
Hầu hết các tân tinh đều yêu cầu một hệ thống sao đôi chặt chẽ, với một sao lùn trắng và một chuỗi chính, ngôi sao khổng lồ phụ hoặc ngôi sao khổng lồ đỏ hoặc sự hợp nhất của hai ngôi sao lùn đỏ, vì vậy có lẽ tất cả các tàn dư của nova phải được liên kết với các nhị phân. mặt lý thuyết này có nghĩa là những hình dạng tinh vân này có thể bị ảnh hưởng bởi các ngôi sao tiền thân trung tâm của chúng và lượng vật chất bị đẩy ra bởi novae. Hình dạng của các tinh vân tân tinh này rất được các nhà vật lý thiên văn hiện đại quan tâm.
Tàn tích tântinh khi so sánh với tàn tích siêu tân tinh hoặc tinh vân hành tinh tạo ra ít hơn nhiều cả về năng lượng và khối lượng. Chúng có thể được quan sát trong khoảng vài thế kỷ. Ví dụ về tân tinh hiển thị vỏ tinh vân hoặc tàn dư bao gồm: GK Per, RR Pic, DQ Her, FH Ser, V476 Cyg, V1974 Cyg, HR Del và V1500 Cyg. Đáng chú ý, nhiều tàn tích tân tinh đã được tìm thấy với tân tinh mới, do công nghệ hình ảnh được cải tiến như CCD và ở các bước sóng khác.